# Peter Ueberroth
Peter Ueberroth, né le 2 septembre 1937 à Evanston dans l'Illinois, est un dirigeant américain, organisateur des Jeux olympiques d'été de 1984 à Los Angeles. Il a été déclaré Homme de cette année 1984 par la rédaction de l’hebdomadaire américain Time Magazine.
Il a été commissaire du baseball pour les Ligues majeures de 1984 à 1989.